# Seisonoidea
Seisonoidea es una clase de rotíferos ectoparásitos del crustáceo marino Nebalia, ya que habitan en sus branquias. Son microscópicos y en cuanto a su morfología tienen un cuerpo grande y alargado con corona reducida. Su sistema muscular es similar al de otros rotíferos: tienen músculos longitudinales y músculos anulares abiertos. Peculiar entre los rotíferos: los machos y las hembras están presentes y son de igual tamaño. Los machos y las hembras son similares con las gónadas emparejadas.
Según los análisis moleculares Seisonoidea constituye el grupo hermano del ex-filo Acanthocephala el cual se clasifica ahora en Rotifera. Sin embargo otros análisis habían encontrado que Bdelloidea sería el grupo hermano.
|               | Bdelloidea                                                     |
|               |                                                                |
| Pararotatoria | \| \| Seisonoidea \| \| \| \| \| \| Acanthocephala \| \| \| \| |
|               | \| \| Seisonoidea \| \| \| \| \| \| Acanthocephala \| \| \| \| |
|               | Seisonoidea                                                    |
|               |                                                                |
|               | Acanthocephala                                                 |
|               |                                                                |

|  | Seisonoidea    |
|  |                |
|  | Acanthocephala |
|  |                |

|               | Bdelloidea                                                     |
|               |                                                                |
| Pararotatoria | \| \| Seisonoidea \| \| \| \| \| \| Acanthocephala \| \| \| \| |
|               | \| \| Seisonoidea \| \| \| \| \| \| Acanthocephala \| \| \| \| |
|               | Seisonoidea                                                    |
|               |                                                                |
|               | Acanthocephala                                                 |
|               |                                                                |

|  | Seisonoidea    |
|  |                |
|  | Acanthocephala |
|  |                |

## Clasificación
La clase contiene una familia Seisonidae y esta a su vez comprende dos géneros y tres especies:
- Paraseison Plate, 1887
  - Paraseison annulatus (Claus, 1876)
- Seison Grube, 1861
  - Seison nebaliae Grube, 1861
  - Seison africanus Sorensen, Segers & Funch, 2005